# 피터 베넨슨
피터 베넨슨(영어: Peter Benenson, 1921년 7월 13일 ~ 2005년 2월 25일)은 영국의 운동가, 변호사, 정치인이자 국제앰네스티(국제사면위원회)의 설립자이다. 학창 시절 때부터 사회에 관심있었으며 1961년 자유를 외치며 건배를 한 이유로 수감된 두 포르투갈 청년의 이야기에 분노한 것을 시작으로 국제앰네스티를 건설했다.

## 생애

### 어린 시절

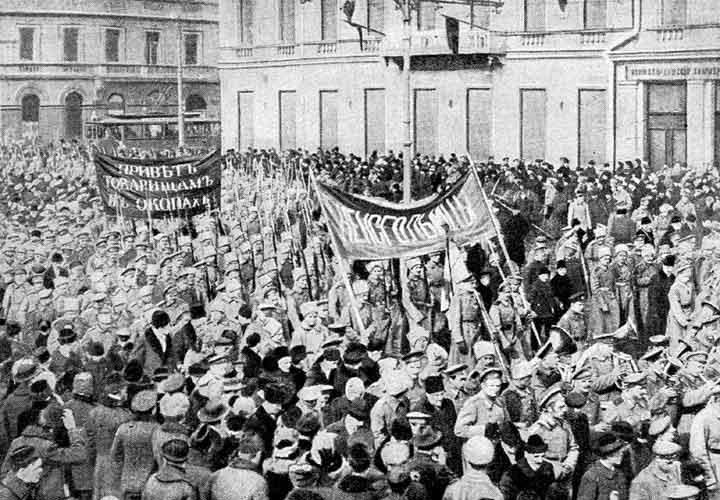
러시아 혁명의 일부. 제1차 세계대전 전후 러시아인들의 생활수준은 급격히 나빠졌으며, 이로 인해 제정에 대한 반감은 높아졌다. 1917년 블라디미르 레닌을 주도로 일어난 러시아 혁명은 재력가인 그리고리 베넨슨에게는 결코 좋은 일이 아니었으며, 이 때문에 영국으로 이주하였다. 이후 영국에서 피터가 태어났다.

피터 베넨슨은 1921년 7월 13일 런던에서 플로라 솔로몬과 존 솔로몬의 아들로 태어났다. 태어날 당시의 이름은 피터 제임스 헨리 솔로몬(영어: Peter James Henry Solomon)이었다. 어머니 플로라 솔로몬은 러시아계 유대인이었으며, 열렬한 사회 운동가였다. 훗날 미국의 대통령이 되는 프랭크린 루즈벨트의 부인인 일러너 루즈벨트와 친구 사이였고, 러시아 수상 알렉산더 케렌스키와 훗날 이스라엘의 초대 대통령이 되는 하임 바이츠만의 가까운 사람이었다. 그녀는 자선 사업 및 기타 활동으로 좋은 평판을 얻기도 했다. 할아버지 그리고리 베넨슨은 은행가이자 석유 부호로, 러시아 제국 시절 크게 성공한 억만장자였다. 당시 러시아는 유대인 등 셈 족을 배척하는 것으로 악명이 높았는데, 이러한 사회 속에서 그는 드물게 유대인으로서 성공한 경우였다. 베넨슨의 집안은 1917년 볼셰비키 혁명 후 러시아를 떠났으며, 이듬해 제1차 세계대전이 끝난 이후 존 솔로몬과 결혼했다. 존은 나중에 정부 관리가 된 영국군 장교였다. 플로라와 존은 곧 연애 관계에 들어섰고 이후 결혼했다. 이후 1921년 아들 베넨슨을 낳았다.
베넨슨은 매우 사려 깊은 아이였으나, 어릴 적 매우 슬픈 일을 겪었다. 아버지 존이 말을 타다가 심각한 부상을 입었는데, 후에 휠체어를 타며 지내다 결국 스위스에서 숨을 거두었다. 당시 베넨슨은 9세였다. 아버지의 죽음 이후 베넨슨은 어머니 플로라의 손에서 자랐는데, 이는 그의 인생에 크고 중요한 영향을 미치는 계기가 되었다. 그는 어머니 덕택에 영국의 전통적인 상류 계급의 교육을 받았는데, 학교 다니기 전 그는 유명한 청년 시인인 WH 오든의 개인 지도를 받기도 했다. 그는 영국의 유명한 학교 이튼고등학교에서 공부했으며 우수한 학업으로 장학금을 받기도 했다. 고등학교 졸업 이후 옥스퍼드 대학에서 역사를 공부했다.
한편 고등학생 때 불량한 학교 급식에 항의했다. 보수적인 교장은 곧바로 어머니에게 경고 편지를 보냈는데, 그 편지에는 베넨슨을 혁명가의 기질이 있다고 비난했다. 하지만 어머니는 아들이 사회의식이 있다는 사실로 받아들이고 오히려 격려해 주었다.

### 학생시절의 사회운동

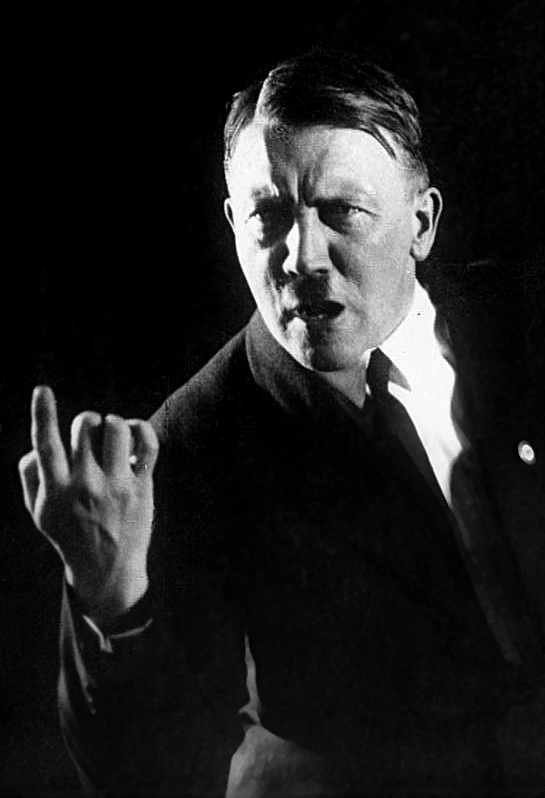
독일의 독재자 아돌프 히틀러

1936년 스페인에서 파시스트 프란시스코 프랑코를 주도로 한 내전이 일어났으며(스페인 내전), 여기서 수많은 사람들이 죽고 아이들이 고아가 되는 참극이 벌어졌다. 16세 때 베넨슨은 이 어린이들을 돕는 일을 시작으로 운동가가 되었다. 프랑코군의 잔인함에 큰 충격을 받은 그는 친구들과 함께 정부군을 지지하는 학생 단체를 설립했으며 고아가 된 정부군의 아이들을 도왔다. 그는 한 아이를 양자로 삼아서 양육비를 보내 주기로 약속했는데, 이것이 그의 첫 번째 정치 활동이었다. 하지만 정부군은 패했고, 양자로 삼았던 아이와도 교류가 끊겼다.
한편 독일에서 아돌프 히틀러의 유대인 박해가 시작되자 그는 또 다른 운동을 시작했는데, 이는 스페인에서 했던 운동보다 몇 배나 더 큰 규모를 갖고 있었다. 그는 학교친구들과 모금활동을 하여 4천파운드를 활동자금으로 모았으며, 유대인 어린이 두 명을 데려다가 교육받게 했다. 또한 영국 정부가 1만 명의 유대인 어린이들의 입국을 허락하자 이들을 돕는 일을 했다. 이 무렵 그는 학교를 떠나 어머니를 돕기 시작했고, 한편으로는 유대인 아이들에게 새 집을 주는 일을 하였다.

### 제2차 세계대전
1939년 히틀러가 제2차 세계대전을 일으켰고, 베넨슨은 즉시 영국 해군에 지원했으나 어머니가 러시아 출신이라는 이유로 입대할 수 없게 되었고, 이어 옥스퍼드 대학에 입학해 학업을 계속했다. 이듬해인 1940년에 입대함으로써 군 복무를 시작했는데, 그가 처음으로 한 일이 정보부에서 암호해독을 하는 일이었다. 여기서 훗날 결혼하는 마거릿 앤더슨을 만나게 된다. 1945년에 전쟁이 끝났으나, 연장자가 먼저 군을 떠난다는 규정 상 곧바로 재대할 순 없었다. 이 지루함을 달래기 위해 법률 공부를 시작했고, 2년 뒤 변호사를 준비했다. 이후 군을 떠났다. 한편 어머니의 영향으로 정치에 관심을 갖은 그는 곧 노동당에 입당했다.

### 노동운동과 연대하다

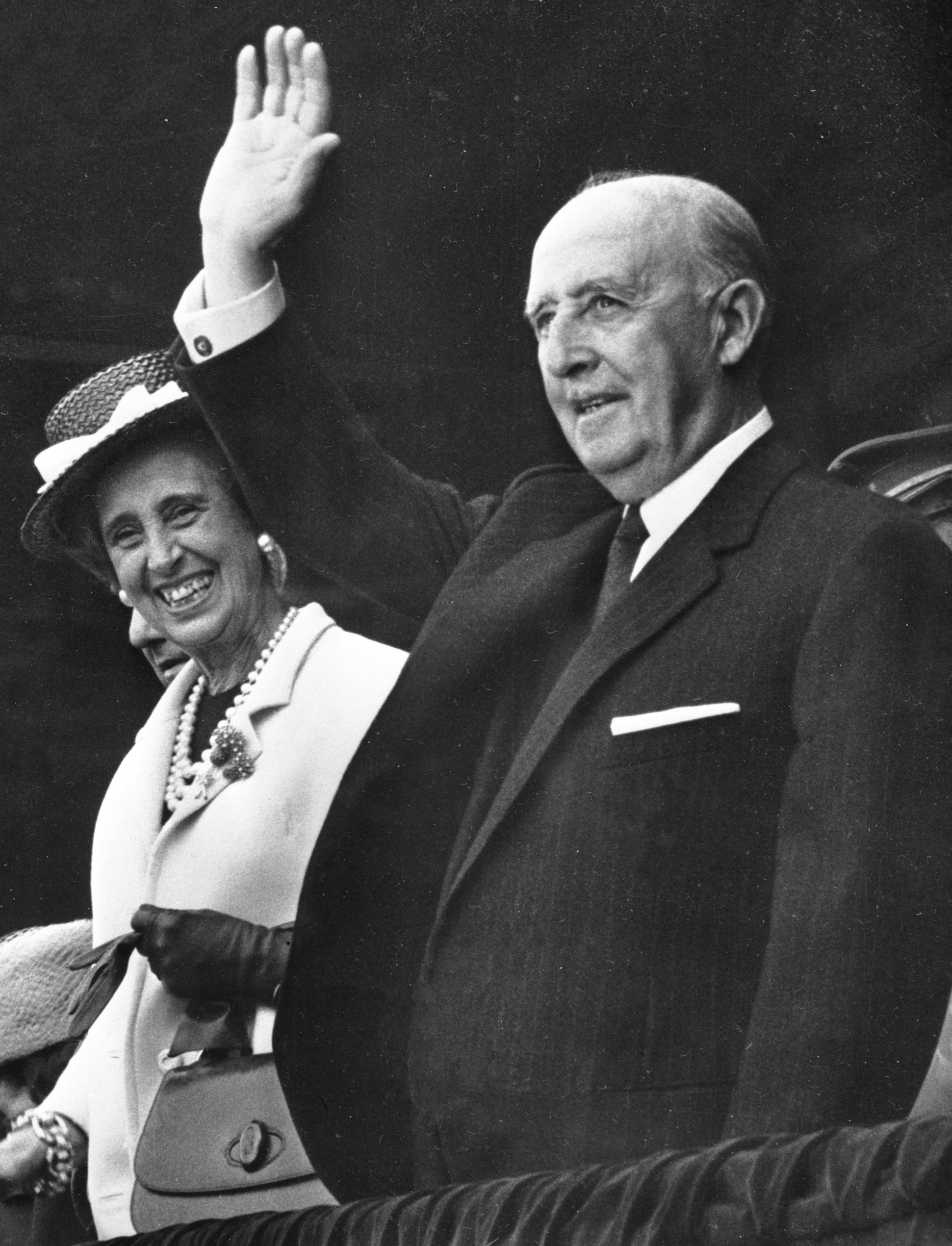
스페인의 독재자 프란시스코 프랑코. 그는 스페인 내전의 장본인이며, 1939년 지도자에 오른 뒤 30년 넘게 스페인을 독재적으로 지배해 왔다.

스페인 정부가 지하노조 운동에 대한 탄압을 강화하자, 영국 노조회의는 베넨슨에게 스페인에서 열릴 노동조합원 재판의 공식 참관인으로 참가해 줄 것을 부탁했다. 그러나 노동조합원들은 애초부터 감옥행으로 짜여 있었고, 본인은 역할이 매우 제한된 단순 참관인이었기 때문에 그가 참여한다 해갔고 상황이 달라질 이유는 없었다. 그러나 피고인들을 도와줄 방법들을 알아냈으며, 중요한 서류를 볼 권리가 있다고 주장함으로써 그 목적을 이루게 되었다. 그리하여 본인이 맡은 일을 매우 잘 해냈다. 영국으로 돌아온 그는 노조회의를 설득하여 프랑코 정권의 희생자들을 돕기 위한 특별 위원회를 설립하자 하였고, 얼마 후 일부 의원들이 그를 돕겠다고 나섰다. 그는 곧 특별 위원회의 간사가 되었다.
그 후 노조회의는 스페인에서 유사 재판이 있을 시 그를 계속해서 보냈다. 그 재판들이 공통적으로 피고에게 불리했으며, 베넨슨도 변호인 신분으로 법정에 들어갈 수조차 없었다. 이에 그는 강력하게 항의했고 가까스로 맨 뒤에 서 있을 자격만 얻어냈다. 하지만 재판에서는 충격적이고 부당한 일들이 계속 일어나고 있었으며, 도저히 참을 수 없었던 그는 어느 날 호텔의 판사를 찾아가 자신의 부당함을 호소했다. 이는 식사하고 있던 판사에게 사레를 걸 정도로 분위기를 매우 심각하게 만들었다. 결국 이튿 날 판사는 재판에서 피고인들을 석방키로 함으로써, 베넨슨은 또 다른 성과를 보였다.

### 정의

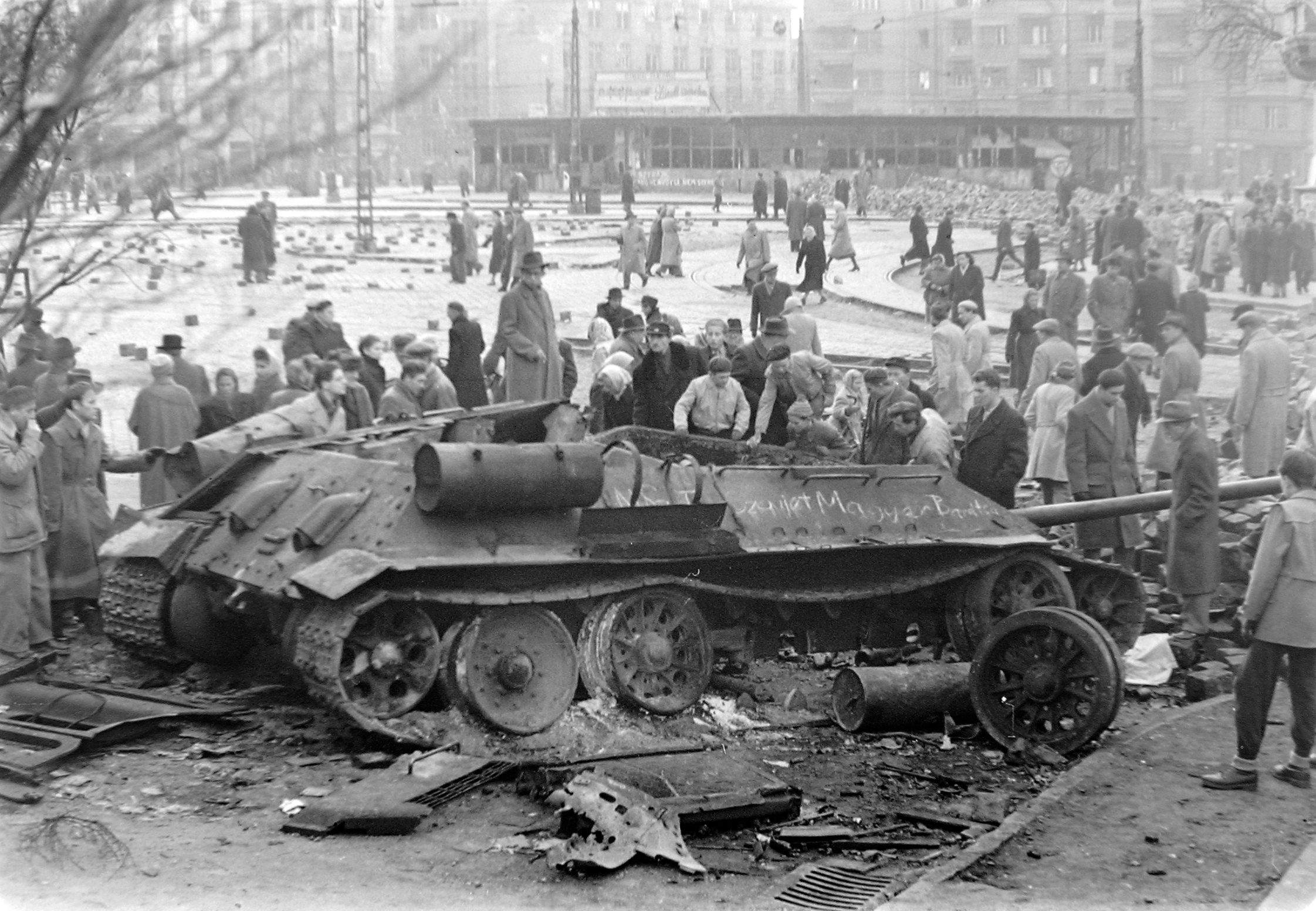
소련 군대가 헝가리 민주화 운동을 무력으로 진압하고 있다. 베넨슨은 이 상황에 빠른 조처가 필요하다고 느껴, 이 곳을 찾아갔다. 그 후 그는 '정의'라는 단체를 만들었다.

1940년대 ~ 1950년대경 베넨슨은 유명해지기 시작했고, 그는 어느 때 보다 더 바빠지게 되었다. 그는 노동당 변호사 협회의 주 회원으로서 뜻을 함께 할 수 있는 동지들을 만날 수 있었다. 그는 자신의 노동당과, 기타 보수당과 자유당의 이견차를 좁히고 함께 할 길을 모색하기도 했다.
바로 이 무렵, 그는 두 개의 소식을 접했다. 하나는 남아프리카 연방에서 아파르트헤이트(인종 차별/분리 정책)에 반대한 156명이 반역죄로 기소되어 그들의 생사를 다룰 재판이 열린다는 소식이었고, 다른 하나는 헝가리에서 소련 군대가 민주화 운동을 진압한다는 것이었다. 당시 남아공은 반공, 극우 정권이었는데 반해 헝가리는 극좌 및 공산주의를 내세운 정권이었지만, 오히려 좌익이 남아공에, 우익이 헝가리에 관심을 가졌다. 당장 문제 해결의 필요성을 느낀 베넨슨은 자신의 노동당 외에 자유당, 보수당 소속 변호사들을 설득시켰다. 그의 선배 변호사인 제럴드 가디너는 남아공으로, 본인은 헝가리로 갔다. 그는 그 곳에서 자신의 업무를 성공적으로 수행했으며, 이후 그는 어디든 비슷한 일을 할 수 있는 단체를 만들었다. 이 단체의 이름은 '정의'라 지어졌고, 훗날 국제 법률가 위원회의 영국 지부가 되었다$$$$$

### 변호사를 그만 두다
그러나 그 무렵 그는 목과 위장 등에 희귀병인 열대성 스프루에 걸려, 일을 제대로 할 수가 없었다. 적어도 6개월 간의 휴식이 필요하다는 의사의 진단에 따라 이탈리아에 갔고, 이후 변호사 직을 아예 그만 두었다. 그는 이탈리아에서 새로운 길을 모색하였고, 대중들을 사로잡지 못한 변호사 대신 다른 방법을 찾기로

### 인생을 뒤바꾸다

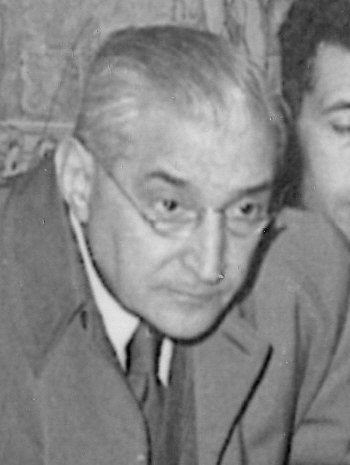
포르투갈의 독재자 안토니오 살라자르는 1932년부터 1968년까지 포르투갈을 지배하였다. 그는 자신이 인정하지 않는 모든 정치적 행위 및 표현을 금지시켰고, 자유를 인정하지 않았다. 리스본에서 자유를 외쳤던 두 학생도 만약에 민주국가에서 일어난 일이었더라면 아무렇지도 않았겠지만, 그의 정권 하에서는 결국 정치적 탄압을 받은 셈이었다. 이는 베넨슨을 자극하였고, 훗날 앰네스티를 창립하는 계기가 되었다.

1960년 베넨슨에게 결정적인 일이 터졌는데, 어느 날 런던에서 지하철을 타고 가던 중 데일리 텔레그라프 지 외신란에서 이런 기사를 봤다. 사실 어느 신문에서나 볼 만한, 너무나도 당연한 일이었지만, 그 나라의 상황을 봤을 때 너무나도 무모하고 어이없는 일이었다.
포르투갈 리스본의 한 카페에서 있었던 일이다. 와인을 마시고 있던 어느 두 대학생이 자유를 위해 건배하자며 자리에서 일어나 술잔을 들어올렸는데, 이를 이유로 법정에서 징역 7년형을 선고받았다.

민주국가였다면 그것은 너무나도 당연한 일이었겠지만, 당시 포르투갈은 안토니오 살라자르라는 독재자의 지배 하에 있었다. 그의 정권은 자유와 인권을 무자비하게 짓밟은, 철저한 '독재정권'이었다. 순식간에 화가 난 베넨슨은 결국 종점 훨씬 전인 트라팔가르 광장에서 내려버렸다. 당장 포르투갈 대사관에 가서 항의하고 싶은 충동을 느꼈지만, 그래봤자 들어주지도 않을 게 뻔하여 결국 포기했다. 하지만 가만히 둘 수 없었던 나머지 화가 계속 났고, 급기야 심한 현기증을 느끼기에 이르렀다. 잠시라도 휴식을 취하고자 성 마틴 인 더 필드 교회로 들어가 마음을 가라앉히려 했으나, 좀처럼 풀리지 않는 화에 결국 교회 밖을 나와 사무실로 갔다. 사무실로 가는 길에 스스로 포르투갈 독재정권에 대해 좀 더 적극적인 반응을 보여야 한다며 혼잣말을 계속 했다. 후에 그는 옵서버에 "잊혀진 죄수"라는 의견광고를 실었고, 이는 곧 국제사면위원회를 조직하는 계기가 된다.
그는 제2차 세계대전 때 '세계 난민의 해'라는 이름의 국제 운동이 수백만 난민들의 집을 찾아주는 데 큰 도움이 되었다는 것을 기억했다. 마찬가지로 리스본의 학생들처럼 독재정권의 희생자들을 도울 방법이 있지 않을 까 생각하기도 했다. 그는 곧바로 이에 대해 친구들과 논의했다. 비록 모두가 동의하지는 않았으나, 많은 이들이 그를 돕겠다고 나섰다. 그리하여 새로운 운동을 시작했는데, 그 이름을 '1961, 사면을 위한 호소'라고 지었다. 이것은 곧바로 국제사면위원회(앰네스티)로 이어진다.

### 국제사면위원회

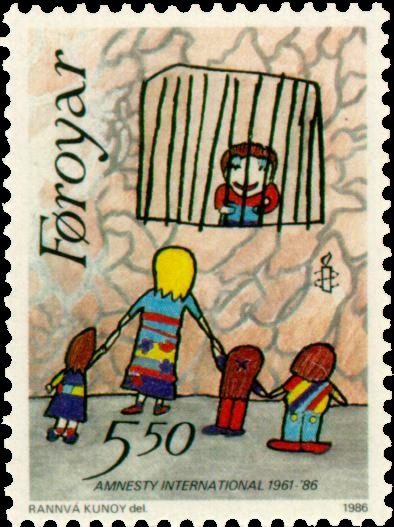
국제사면위원회가 발매한 우표

베넨슨 일대는 세계의 정치범 석방을 위해 체계저긴 1년 단위의 운동을 펼칠 계획을 세웠고, 1961년 5월 28일 처음으로 시작되었다. 그 때까지 그들은 영국에서 가장 똑똑하고 훌륭하기로 유명한 사람들을 몇 명 선정했는데, 거기에는 루이스 블롬 쿠퍼와 같은 변호사들과 피터 아처와 같은 의원들도 포함되어 있었다. 이 새로운 모임에서는 정기적으로 점심식사를 함께 하면서 문제를 논의했는데, 책임자였던 베넨슨 일대는 도덕적이고 실질적인 운동을 펼치기 위해 온 힘을 퍼부었다. 그는 나서기를 좋아하지 않는 겸손한 사람이었고, 개인적인 칭찬이나 인기 따위는 애써 피하려고 했다. 하지만 대단한 열정, 용기, 사람들을 모으는 재능을 갖고 있었으며, 아이디어를 내놓는 능력 또한 다른 사람의 능력을 북돋게 했다.
초창기에는 비록 작은 규모였으나, 점차 커져 세계적인 단체로 성장했다. 이어 조직망과 지지 세력의 확대로 독재 정권에 좀 더 빠르고 강력한 압력을 넣을 수 있었다.
그러나 쉽지 않은 부분도 많았다. 국제사면위원회는 비폭력에 의거, 폭력을 사용한 정치범들을 사면 대상으로 채택하지 않았는데, 이 때문에 수많은 양심수들이 조금의 희망도 얻지 못했다. 일례로 남아프리카 공화국의 야당 지도자였던 넬슨 만델라는 폭력적인 반독재 투쟁을 이용하였다는 이유로 사면 대상으로 오르지 못했다.

### 사임
국제사면위원회의 활동이 커져 가면서, 일각에서는 국제사면위원회가 베넨슨에게 지나치게 의존하고 있다고 비판했다. 이어 국제 문제와 내부 문제 간의 갈등으로 동료들 사이에 적지 않은 논쟁이 벌어졌다. 한편 베넨슨은 장기간 계속된 격렬한 위통과 심한 두통 등 건강악화가 심해졌고, 이어 국제사면위원회를 이끌어 가면서 느낀 긴장감과 여러 분야에 관여해야 하는 정신적 압박감이 건강을 크게 악화시켰다. 그의 동료들은 그가 남은 일을 어떻게 하는지, 그리고 어떻게 계속하는 지 믿기 어려워했다고 한다.
결국 1967년 3월, 베넨슨은 국제사면위원회의 일상적인 업무 및 공직에서 전격 사퇴했다. 사퇴 후 위원회의 운영권은 베넨슨의 친구였던 에릭 베이커가 계승했다. 후에 그의 병은 치료가 가능한 음식물 알레르기로 판명났으며, 이후에는 자신의 농장에서 일하며 여생을 보냈다. 한편 말년에는 초창기보다 좀 한가하게 국제사면위원회의 일을 계속했고, 위원회의 중심에서 활동하지는 않았지만, 운동을 위한 연설을 하고, 회원들에게서 온 편지에 답장을 보내곤 했다. 또한 자신들과 관련이 없더라도 필요한 일이면 즉각 운동을 벌였다. 꼭 인권은 아니더라도, 복강염으로 고통받는 환자들을 위한 모임을 만들고, 해당 병의 증세에 대해 더 많은 것을 알 수 있도록 의사들에게 연구를 하라고 했다
2005년 2월 25일 폐렴으로 사망했다.

## 저서
- 《1961년의 박해》

## 참고자료
- 중앙교육연구원의 세계위인전 24,베넨슨,데이비드 위너 지음,중앙교육연구원 刊